# Marij Kogoj

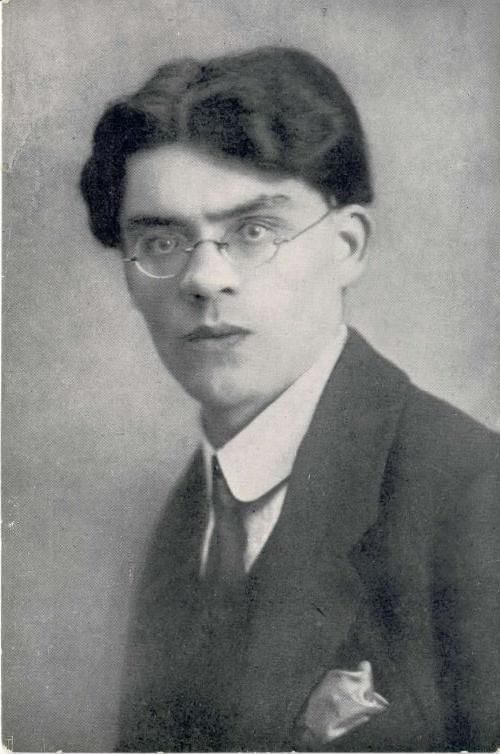
Marij Kogoj um 1925

Marij (Julij) Kogoj (* 20. September 1892 in Triest; † 25. Februar 1956 in Ljubljana) war ein jugoslawischer Komponist. Der Schüler von Schönberg und Franz Schreker war ein früher Vertreter expressionistischer Musik in Slowenien und wurde in den 1920ern populär. Sein Hauptwerk ist die Oper Črne maske (Schwarze Masken).

## Werke
- Črne maske (Schwarze Masken), Oper 1928[3]

## Tonaufnahmen
- Complete Works for Violin & Piano. Črtomir Šiškovič (Violine) und Emanuele Arciuli. Stradivarius 2000